# الکسیییفکا، استان بلگورود
شهر الکسیییفکا، اوبلاست بلگورود (به روسی: Алексеевка) در کشور روسیه و در اوبلاست بلگورود واقع شده‌است.